# Nieustraszona hiena 2
Nieustraszona hiena 2, Zemsta smoka 2 lub Zemsta smoka II (oryg. tytuł Long teng hu yue) – hongkoński film akcji z elementami sztuk walki z 1983 roku w reżyserii Lo Wei, Chuana Chena i Jackiego Chana. Kontynuacja Nieustraszonej hieny z 1979 roku.
Film zarobił 1 993 793 dolarów hongkońskich w Hongkongu.

## Fabuła
Stary Chan (James Tien) wraz ze swym synem Lungiem (Jackie Chan) zmuszony jest do ucieczki ze swego domu kiedy to stowarzyszenie Niebo i Ziemia wypowiada wojnę klanowi Yin Yang. Główni bohaterowie poszukują wuja Lunga Chana Chi-Pei (Hui Lou Chen), który przynależy do klanu, i rozpoczynają rygorystyczne szkolenie mające przygotować ich do nieuniknionej walki z siłami Nieba i Ziemi.

## Obsada
Źródło: Filmweb

- Jackie Chan – Chan Lung
- Hui Lou Chen – Chan Chi-Pei
- Sai-kun Yam – przywódca stowarzyszenia Niebo i Ziemia
- Austin Wai – Tung
- James Tien – stary Chan
- Dean Shek – Jaws Four
- Ka Sang Cheung
- Wan Hsi Chin
- Kang Chu
- Chi-wei Ho
- Kwok Choi Hon
- Chi Wei Huang
- Han Chang Hu
- Yeong-mun Kwon
- Pearl Lin
- Chang Ma
- Chi Ma
- Te-yun Pei
- Kang Peng
- Yao Wang
- Li-peng Wan
- Chi Sang Wong
- Chao Hsu Yeh